# 賓川県
賓川県（ひんせん-けん）は中華人民共和国雲南省大理ペー族自治州に位置する県。

## 歴史
1913年に様雲県が設置される。

## 行政区画
下部に8鎮、2民族郷を管轄する
- 鎮
  - 金牛鎮、賓居鎮、州城鎮、大営鎮、鶏足山鎮、力角鎮、平川鎮、喬甸鎮
- 民族郷
  - 鍾英リス族イ族郷、拉烏イ族郷

## 交通

### 道路
- 高速道路
  - 大永高速道路